# داستان گنجی

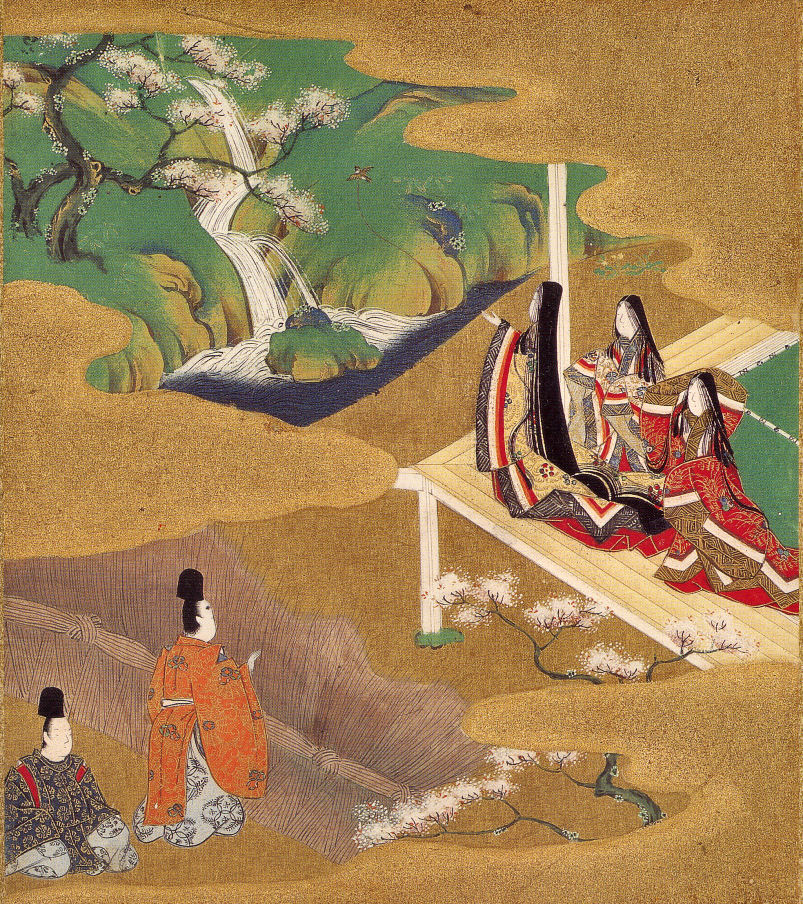
نگاره‌ای اثر سدهٔ ۱۷ از یکی از صحنه‌های داستان گنجی

داستانِ گِنجی (به ژاپنی: 源氏物語) یکی از رمان‌های ژاپنی نوشته شده در آغاز سدهٔ ۱۱ میلادی است.
این داستان نخستین رمانی است که به زبان ژاپنی نوشته شده و گاه از آن به عنوان نخستین رمان جهان یاد می‌شود.
از این رمان همچنین تاکنون فیلم‌های گوناگونی ساخته شده‌است.
یه طور کل این گونه فرض می‌شود که نوشتن این رمان به شکل کنونی خود در سال ۱۰۲۱ میلادی پایان یافته‌است. شواهد دیگری نیز وجود دارد که نشان می‌دهد بیشتر بخش‌های این اثر در سال ۱۰۰۸ وجود داشته‌است.
نویسندهٔ آن به احتمال زیاد زنی به نام موراساکی شیکیبو بوده‌است.
از مقایسه‌ای که میان داستان گنجی و شاهنامه انجام شده چنین برمی‌آید که در این دو اثر مشترکات بسیاری دارند ولی در شاهنامه پادشاهان، پهلوانان و زنان و در داستان گنجی امپراتور، اشراف و زنان نقش‌آفرینی می‌کنند.

## پیش‌زمینه
گنجی گفتار به گفتار و به صورت مرحله‌ای نوشته شده‌است. در این اثر عناصر بسیاری که قالب رمان امروزی را تشکیل می‌دهند دیده می‌شود. از جمله این عناصر می‌توان به این موارد اشاره کرد: یک شخصیت اصلی که توسط شخصیت‌های فرعی زیادی احاطه شده‌است؛ شخصیت‌پردازی افراد اصلی داستان، و رویدادهای مشخصی در طی دوران زندگی چهره‌های اصلی داستان.
داستان گنجی استفاده زیادی از یک پیرنگ (طرح) ویژه نمی‌کند بل‌که بازتابی است از زندگی واقعی و چهره‌های داستان نسبت به هر چه در راهشان قرار می‌گیرد واکنش نشان می‌دهند.
یکی از جنبه‌های دشوار این داستان برای خوانندگان اینست که برای بیشتر چهره‌های داستان نامی استفاده نمی‌شود و بیشتر از رده و نقش آن‌ها برای اشاره به آن‌ها بهره گرفته می‌شود. این امر به این خاطر است که در دوره  هی‌آن که این رمان در آن زمان نوشته شده از نام اشخاص در دربار استفاده نمی‌شد. در ترجمه‌های تازه از این داستان گاه نام‌هایی را برای چهره‌ها برمی‌گزینند تا کار را برای خواننده آسان‌تر سازند.

## داستان
داستان داستانِ زندگی پسر یکی از امپراتوران ژاپن است که اینجا هیکارو گنجی نامیده شده است. وی زندگی خود را همچون یکی از درجه‌داران دربار آغاز می‌کند. این داستان بیشتر به سرگذشت عشقی او و جایگاهش در اشرافیت دوران هیان می‌پردازد.
گِنجی به دنبال عشق و مهر زنان می‌رود و با بهره گرفتن از پایگاه اشرافی خود زنان چندی را به خود جذب می‌کند. زن اوّلش آئویی نو اوئه از او ناخرسند است. دیری نمی‌گذرد که ناچار به ترک پایتخت می‌شود، ولی پس از پدر شدن به این شهر بازمی‌گردد. گنجی سرانجام می‌میرد و گفتار آخر داستان در مورد پسرانش است.

## انطباق در رسانه‌های دیگر
- طومار دستی مصور قرن دوازدهم، گنجی مونوگاتاری اماکی
- فیلم ۱۹۵۱ داستان گنجی (فیلم ۱۹۵۱) ساخته کوزابورو یاشیمورا
- فیلم ۱۹۶۶ توسط کن ایچیکاوا
- ۱۹۸۰ مانگا داستان گنجی (مانگا) توسط واکای یاماتو
- اجرای تئاتر ۱۹۸۱ توسط تاکارازوکا ریویو
- فیلم انیمه ۱۹۸۷ داستان گنجی (فیلم ۱۹۸۷) ساخته گیسابورو سوگییی - تنها ۱۲ فصل اول را پوشش می‌دهد، در حالی که انگیزه‌های روان‌شناختی را که در رمان مشخص نیست، اضافه می‌کند.
- فیلم ۱۹۸۷ او دسجادو
- اجرای تئاتری که در سال ۱۹۸۹ توسط تاکارازوکا ریویو اجرا شد.
- ۱۹۸۸ گنجی مونوگاتاری (مانگا) توسط میاکو ماکی
- ۲۰۰۰ گنجی مونوگاتاری (اپرا) توسط مینورو میکی
- فیلم ۲۰۰۱ هزار سال عشق-داستان هیکارو گنجی
- مجموعه انیمه ۲۰۰۹ گنجی مونوگاتاری سننن کی توسط اوسامو دزاکی
- فیلم ۲۰۱۱ گنجی موتوگاتاری: سن‌نن نو نازو
- اجرای تئاتر ۲۰۱۵ توسط تاکارازوکا ریویو، آسومی ریو، بازیگر زن جشنواره هنرهای فرهنگی، به خاطر بازی در نقش گنجی، جایزه دریافت کرد.
- مانگا ۲۰۲۲ به زبان انگلیسی داستان گنجی موراساکی توسط آی تاکیتا و شان مایکل ویلسون